# Lindà
El lindà és l'isòmer γ de l'1,2,3,4,5,6-hexaclorociclohexà. És un compost organoclorat que s'utilitza com a insecticida en diversos àmbits com l'agricultura, la veterinària i la farmàcia.
L'Organització Mundial de la Salut l'ha classificat com a moderadament perillós i el seu comerç internacional està restringit i regulat pel Conveni de Rotterdam.
El 2009, la seva producció i ús agrícola va ser prohibit pel Conveni d'Estocolm sobre contaminants orgànics persistents, a excepció del seu ús farmacèutic en el control de la pediculosi i la sarna com a tractament de reserva.

## Història
Aquest compost va ser descobert l'any 1825 per Michael Faraday quan va fer reaccionar el benzè (descobert per ell feia poc temps) amb clor a la llum del sol. El 1912 el químic holandès Van der Linden va aïllar l'isòmer gamma. Però no va ser fins al 1941 que no va ser descobert com a insecticida i a partir de la segona Guerra Mundial va començar a produir-se a gran escala. S'ha utilitzat per al tractament de cultius alimentaris i productes forestals (tractament de llavors, tractament de sòls) i per al tractament de bestiar i animals domèstics. Un altre dels seus usos ha estat en l'àmbit farmacèutic per a tractament de la pediculosi i la sarna (en forma de xampús i locions).
S'estima que entre el 1950 i el 2000 es van produir al voltant de 600.000 tones de lindà, bàsicament per a ús agrícola.
Al novembre de 2006 el seu ús va ser prohibit en 52 països i restringit en 33. I el 2009 el Conveni d'Estocolm sobre contaminants orgànics persistents va prohibir internacionalment l'ús del lindà en termes agrícoles, però es pot continuar usant en termes farmacèutics per als tractaments dels polls i la sarna.
La producció dels isòmers α i β del lindà també està prohibit.

## Característiques químiques
La composició aproximada de l'hexaclorociclohexà és 55-70% de l'isòmer alfa, 5-14% del beta, 10-18% del gamma i algunes impureses.
El lindà pur està compost per un 99% del compost gamma. Quan està pur és un sòlid cristal·lí blanc i inodor.
És estable enfront de la llum, la calor i l'aire. No és atacat per àcids forts però és sensible a l'atac alcalí (es produeix una eliminació i dona lloc a l'1,3,4-triclorobenzè). Corroeix a l'alumini.
A l'aire, l'isòmer gamma es converteix per fotoquímica en l'isòmer alfa. Aquests dos isòmers, poden transformar-se biològicament en l'isòmer beta (que és el més persistent, més resistent a la biodegradació i altament recalcitrant).
Els índex de transformació del lindà en altres isòmers depèn en gran manera del medi ambient en el qual és alliberat (aigua, sòl, sediments o aire), pH i del tipus i abundància de microbis transformadors o biodegradants.

## Efectes sobre la salut humana
La EPA i WHO l'han classificat com a moderadament tòxic. Té una LD50 oral de 88 mg/kg en les rates i una LD50 dermal de 1000 mg/kg.
L'exposició a grans quantitats de lindà pot provocar danys al sistema nerviós, produint des de maldecap i marejos fins a atacs, convulsions i, menys freqüentment, la mort.
Sembla que no afecta el sistema immunitari dels humans i no és considerat com a genotòxic, tot i que l'exposició prenatal a l'isòmer beta està associada a l'alteració dels nivells d'hormones tiroïdals i pot afectar el desenvolupament cerebral.
Els efectes aguts observats en humans han estat provocats per intoxicacions accidentals per ingestió, inhalació o absorció a través de la pell. La via d'exposició més comuna al lindà pel ser humà són els aliments.
Les poblacions indígenes de l'Àrtic es troben en risc per l'evidència de nivells alts d'isòmers d'hexaclorociclohexà en la seva dieta perquè l'Àrtic és considerat com un dipòsit de contaminants orgànics persistents. Una altra població amb potencial exposició crònica la constitueixen els treballadors que formulen o utilitzen lindà.

### Reaccions adverses en medicaments
També s'han detectat diverses reaccions adverses en els medicaments que contenen lindà que van des d'irritacions a la pell fins a convulsions. Els efectes més comuns són sensació de cremor, picor, sequedat i erupcions. Tot i que els efectes greus no són molt comuns i normalment són deguts a un mal ús, també s'han donat casos de reaccions adverses fent-ne un bon ús. S'ha de vigilar amb els infants, la gent gran, les persones amb problemes de pell (dermatitis, psoriasis…) i amb la gent que pesa menys de 50 kg, ja que aquests col·lectius poden estar en risc d'una neurotoxicitat greu.

### Càncer
Existeix certa polèmica sobre el potencial de carcinogeneïtat humana del lindà. Basant-se amb les evidències en estudis amb animals, el 1987 l'Agència Internacional per la Investigació del Càncer va qualificar el lindà com a possible carcinogen humà. La EPA dels Estats Units, el 2001, també va suggerir que el lindà podia provocar càncer, però no hi havia suficients proves com per considerar-lo un carcinogen potencial. En canvi, l'Organització Mundial de la Salut, el 2004 va concloure que no és probable que el lindà sigui un risc carcinogen per als humans.

## Efectes mediambientals
El lindà és un contaminant orgànic persistent: té una vida relativament llarga en el medi ambient, és transportat llargues distàncies per processos naturals com per exemple per destil·lació global i es pot bioacumular en la cadena alimentària, tot i que s'elimina ràpidament quan s'interromp l'exposició.
La producció i l'ús agrícola del lindà és la principal causa de la contaminació mediambiental.
La producció de lindà genera una gran quantitat de residus d'isòmers d'hexaclorociclohexà, s'estima que per cada tona de lindà que es fabrica es produeixen 9 tones de residus tòxics. Actualment, les normes modernes de producció de lindà inclouen el tractament i la conversió dels isòmers residuals a productes menys tòxics, procés conegut com a “cracking”.
Quan el lindà és utilitzat en l'agricultura, s'estima que un 12-30% es volatilitza cap a l'atmosfera on és transportat i pot ser dipositat mitjançant la pluja. El lindà del sòl pot filtrar-se des de la superfície i arribar a les aigües subterrànies i es pot bioacumular a la cadena alimentària. La major part de l'exposició de la població al lindà és deguda als usos agrícoles i a la ingesta d'aliments (verdures, carn, llet) produïts a partir de productes agrícoles tractats. Aquest exposició s'ha reduït significativament des de la cancel·lació dels seus usos agrícoles el 2006.
Amb el temps el lindà és descompost del terra, els sediments i l'aigua a substàncies menys contaminants per algues, fongs i bacteris, de tota manera el procés és relativament lent i depèn de les condicions ambientals. L'impacte ecològic de la persistència dels lindà en el mediambient encara està en debat.
En ser un compost apolar, l'hexaclorociclohexà és lipòfil; es degrada lentament i és molt estable en condicions ambientals normals, per aquest motiu l'hexaclorociclohexà s'emmagatzema fàcilment en els éssers vius i en l'ambient.
En una sèrie d'estudis sobre la dissipació del lindà es va demostrar que els plaguicides persistents es dissipen molt més ràpidament en els tròpics que en climes temperats, probablement a causa de la volatilització.

### Bioremediació de sòls contaminats
L'any 2006 es va desenvolupar una nova tecnologia per a la degradació del lindà en sòls contaminats. Consisteix en una planta modificada genèticament per absorbir el lindà i degradar-lo en un altre compost menys tòxic. Els investigadors han modificat genèticament una planta mitjançant la incorporació del gen linA, que codifica un enzim que actua sobre el lindà i el transforma en triclorbenzè, un producte menys tòxic i que es degrada més fàcilment a l'ambient.

## Contaminació a Espanya
A Espanya, la contaminació per lindà es concentra especialment al País Basc i Galícia, on han existit durant molts anys abocadors amb terra contaminada procedent de fàbriques productores d'aquest insecticida. Bàsicament, els residus estan confinats en cel·les de seguretat i abocadors controlats a l'espera d'un sistema de tractament eficaç, econòmic i poc contaminant.